# Yeoksam-dong
Yeoksam-dong là một phường của Gangnam-gu, Seoul, Hàn Quốc. Teheran-ro đi qua Yeoksam-dong có một số tòa nhà cao nhất ở Seoul, bao gồm một tập hợp của các trụ sở công ty và tòa nhà văn phòng cao tầng.

## Kinh tế
T'way Airlines có trụ sở chính tại Yeoksam-dong. Pandora TV có trụ sở chính tại Tòa nhà Seoul-Gangnam ở Yeoksam-dong.
AMI Korea là một công ty con của American Megatrends, có trụ sở tại tầng ba 773-6 Yeoksam-dong. Google cũng có một văn phòng ở Yeoksam-dong. Kukkiwon (Trụ sở Taekwondo Thế giới) được đặt tại 635 Yeoksam-dong. Hankook P&G là một công ty con của Procter & Gamble, có cơ sở chính trên tầng 16 của tòa tháp ING tại 679-4 Yeoksam-dong. C-JeS Entertainment ở 629-7 Yeoksam 1-dong. Pledis Entertainment ở 135-907 Yeoksam-dong.
- Khách sạn Renaissance Seoul[14]

## Giáo dục
Các trường học ở Yeoksam-dong:
- Trường Tiểu học Yeoksam Seoul
- Trường Tiểu học Doseong Seoul
- Trường Trung học Cơ sở Nữ sinh Jinseon
- Trường Trung học Cơ sở Yeoksam
- Trường Trung học Phổ thông Nữ sinh Jinseon